# Alpine County Courthouse
Het Alpine County Courthouse is het gerechtsgebouw van Alpine County in de Amerikaanse staat Californië. Het bevindt zich in de hoofdplaats Markleeville.
Het eclectische gebouw dateert uit 1928 en werd ontworpen door Frederic Joseph DeLongchamps, een architect uit Nevada met een resem lokale overheidsgebouwen op zijn naam. Het werd ontworpen als brandweerkazerne, oorspronkelijk getekend met twee verdiepingen, maar vanwege de kostprijs bleef het beperkt tot één bouwlaag. Sinds 2004 staat het op het National Register of Historic Places, een van slechts twee zulke bouwwerken in Alpine County. In 2008 werd financiering goedgekeurd om het gebouw te vervangen door een nieuw gerechtsgebouw, maar die plannen werden in 2011 opgeborgen.
Op de plaats van het gerechtsgebouw stond voordien de blokhut van Jacob J. Marklee, die in 1862 claim legde op 65 hectare land in wat later Alpine County zou worden. Het dorp Markleeville verrees op Marklees land. De plek is erkend als California Historical Landmark (#240).